# Desa Margamulya (administrativ by i Indonesien, Jawa Barat, lat -7,14, long 107,46)
Desa Margamulya är en administrativ by i Indonesien.   Den ligger i provinsen Jawa Barat, i den västra delen av landet, 120 km sydost om huvudstaden Jakarta.